# Temple d'Empel
Le temple d'Empel est un petit sanctuaire dédié à Hercule Magusanus (en), dieu suprême des Bataves, qui a été fondé vers le début de notre ère. Il a été découvert par un archéologue amateur dans un champ juste à l'extérieur de l'actuel village d'Empel dans la province néerlandaise du Brabant-Septentrional aux Pays-Bas. De nombreux vestiges de l'époque ont été trouvés à proximité des vestiges, tels que des épingles de cape et des pièces de monnaie romaines, ainsi que des armes usagées. Comme il était très inhabituel dans l'Empire romain d'offrir des armes aux dieux, il est peu probable qu'il s'agisse d'un sanctuaire romain, mais plutôt un lieu où les auxiliaires bataves vénèrent leur dieu suprême. Les vétérans de ces unités de l'armée batave ont rituellement déposé leurs armes en reconnaissance de la protection que le dieu leur avait accordée au cours de leur carrière militaire.

## Architecture
La configuration du temple se composait d'une cour de temple fortifiée d'environ 50 mètres sur 50, avec un bâtiment avant et une entrée sur le côté ouest. Le temple réel était un bâtiment de dimensions modestes, d'environ 10 mètres sur 10, entouré d'une rangée de colonnes sur une élévation dans le paysage. Le temple et le bâtiment avant ont été construits dans un style gallo-romain. Il a été détruit par un incendie au IIIe siècle; un siècle plus tard, les derniers vestiges ont été complètement démolis. Les pierres ont été utilisées pour la construction d'un fort à Kessel.
Le bâtiment a montré une nette influence de style romain, en particulier grâce à l'utilisation de la pierre comme matériau de construction. Les habitants germaniques locaux n'avaient à l'origine pas de temples, mais des sanctuaires d'arbres, des lieux sacrés ouverts dans les forêts et près des rivières ou des collines.

## Histoire récente
Lors de l'événement La Journée Historique (en néerl. de Historische dag), le 30 août 2015, à la demande de la fondation Temple d'Empel (en néerl. Tempel van Empel), le temple a été partiellement rendu visible par le directeur artistique Tim Tubée par une construction en bois. La particularité est que la reconstruction partielle a été positionnée exactement à l'endroit où se trouvait le temple d'origine il y a environ 2000 ans.

## Sources
- N. Roymans/T. Derks (eds), De tempel van Empel. Een Herculesheiligdom in het woongebied van de Bataven; Stichting Brabantse Regionale Geschiedbeoefening en Stichting Archeologie en Bouwhistorie ’s-Hertogenbosch en Omgeving (Graven naar het Brabantse verleden 2), Bois-le-Duc, 1994.